# Giobbe di Počaïv
San Giobbe di Počaïv (1551 – 28 ottobre 1651) è stato un monaco cristiano ucraino, venerato come santo dalla Chiesa ortodossa ucraina.
Nato nel 1551 non lontano dalla città di Kolomyja, area conosciuta con il nome di Pokuttja, in Galizia, la regione più occidentale dell'Ucraina, ai tempi facente parte del regno polacco.

## Infanzia e giovinezza
Chiamato Giovanni, in onore di san Giovanni Battista, dai suoi devoti genitori Ioann and Agafia, trascorse la propria giovinezza nello studio delle vite di san Sava di Serbia, san Giovanni Damasceno e delle opere di Giovanni Climaco. Dotato fin dall'infanzia secondo Dosyfej, discepolo e autore della sua agiografia, di una saggezza senza pari, era dotato già fin dai suoi primissimi anni di vita di un anelito verso la vita spirituale che lo contraddistingueva in modo drastico dai suoi coetanei.
All'età di dieci anni abbandonò nascostamente la propria casa per rifugiarsi nel monastero ortodosso di Preobrazhens'kyi Uhornyts'kyi, sito nel villaggio di Pidora, non lontano dalla città di Terebovlya, chiedendo all'egumeno di essere ammesso in esso allo scopo di "servire i fratelli". Quando Giovanni compì i dodici anni fu ordinato monaco con il nome di Giobbe e, da allora, assunse come modello di vita quello del Giobbe biblico. All'età di trentun'anni (intorno al 1581) ricevette gli ordini sacerdotali divenendo ieromonaco.

## Il trasferimento a Dubno
Dopo le ripetute offerte del Duca ucraino Costantino Ostroz'kyi, conosciuto anche come il "Difensore dell'Ortodossia", si trasferì sull'isola-monastero di Vhrestovozdvyžens'kyj ("Esaltazione della Croce" in ucraino ) situato non lontano dalla città di Dubno possedimento del Duca. Il monastero era diretto secondo la regola di Teodoro Studita. In questo luogo San Giacobbe rimase per vent'anni, dirigendolo in qualità di egumeno (abate) ed ivi scrivendo alcune opere teleologiche. L'insieme dei suoi lavori, raccolti nell'opera “Il libro del Venerabile Giobbe di Počaïv, scritto dalle sue stesse mani” conteneva ottanta liriche tra insegnamenti, conversazioni e preghiere di San Giobbe. Fu tradotto in Russo e pubblicato nel 1881 sotto il titolo “Pčela Počaevskaja” (L'ape di Počaïv), edito dal professore dell'accademia teologica di Kiev N. Petrov. Nel suo libro San Giobbe difese la religione ortodossa contro i movimenti eretici protestanti (in particolare i sociniani) che stavano facendo proseliti nell'Ucraina occidentale del tempo, scrivendo sui dogmi religiosi più importanti della chiesa ortodossa quali la trinità, la divinità di Cristo, la santità di Maria, il Battesimo e su tutte le regole religiose rifiutate dai protestanti. San Giobbe criticò inoltre la Chiesa cattolica per l'uso del pane non lievitato nel sacramento eucaristico differentemente dalla Chiesa ortodossa che usa quello lievitato basandosi sulla convinzione che meglio rappresenti il Corpo di Cristo quale corpo vivente.

## Eremitaggio
A causa della sua fama crescente decise di diventare un eremita e, per far questo, si trasferì nelle grotte di una montagna nei pressi di Počaïv nel distretto di Kremenets, Oblast di Ternopil. Tale montagna era servita in passato da rifugio per i monaci fuggiti da Kiev dopo l'invasione mongola del 1240. I monaci decisero infatti di rimanere in quel luogo dopo avere avuto la visione di Maria Vergine apparsa loro come una colonna di fiamme che aveva lasciato una traccia sulle rocce delle grotte dove erano arrivati. Questa impronta divenne oggetto di venerazione da parte della popolazione locale che si recava in quel posto in pellegrinaggio asserendo che l'acqua della fonte che scaturiva dalla roccia ove l'impronta era posta avesse effetti curativi. All'arrivo di San Giobbe era appena stato fondato un monastero in quelle grotte, la Počaïvs'ka Lavra, di cui quest'ultimo divenne egumeno.
Le fonti agiografiche tramandateci dai monaci di Počaïv descrivono Giobbe come un uomo di poche parole, quasi sempre in silenzio, che amava assentarsi anche per giorni per pregare e meditare in un'angusta grotta. Si racconta che a causa dei lunghi periodi trascorsi a pregare le sue ginocchia fossero piene di ferite e di tracce lasciate dalla roccia.

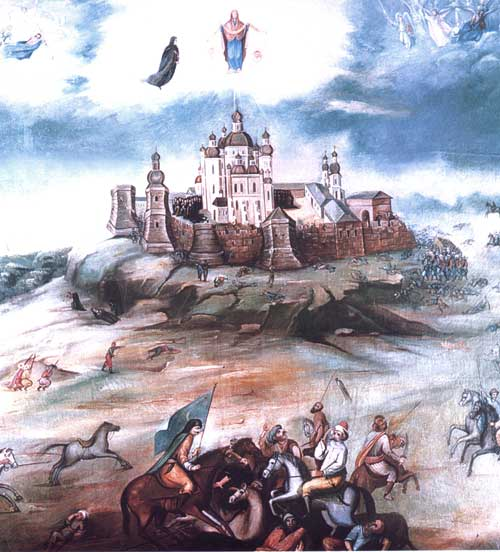
Apparizione di San Giobbe sopra la Počaïvs'ka Lavra, rappresentazione votiva

## Morte e canonizzazione
Giobbe morì il 28 ottobre 1651 e fu presto canonizzato a santo dalla Chiesa ortodossa. Leggenda vuole che dopo la sua morte apparì in sogno tre volte al metropolita di Kiev Dyonysij Balaban informandolo della volontà di Dio che fossero esaminate le sue reliquie. Dopo le prime due visioni il metropolita non obbedì all'ordine, credendo fosse stato solo frutto della sua fantasia, ma si dice si affrettò ad adempiere alle parole del santo dopo la terza, avendolo Giobbe minacciato a causa della sua inerzia. Il 28 agosto 1659, giorno seguente all'ultima visione, Dyonysij si recò infatti con solerzia a Počaïv ordinando l'apertura della tomba. Si racconta che ben sette anni e novi mesi la morte di Giobbe il suo corpo fu trovato incorrotto e profumato di essenze piacevoli e fragranti. Le reliquie furono dunque trasportate alla Chiesa della Trinità del Lavra luogo in cui restarono fino a che furono traslate nella chiesa di Počaïv intitolata al santo. Da allora ogni anno un gran numero di fedeli ortodossi giunge al monastero per venerare san Giobbe.

## Guarigioni e miracoli
Numerose leggende e miracoli attribuiti a San Giobbe sono giunte fino ai giorni nostri tramandate dai suoi agiografi e dalle leggende popolari del popolo ucraino:
- due settimane dopo il primo trasferimento delle reliquie, nel 1659, si racconta che una nobildonna in visita al monastero udì a mezzanotte un canto proveniente da una delle chiese dalle cui vetrate, nonostante la tarda ora, filtrava la luce. entrata nella chiesa, le cui porte non erano chiuse a chiave, leggenda vuole vedesse San Giobbe con due angeli, che emanavano luce dai loro corpi. Il santo le chiese di non spaventarsi e di chiamare subito l'egumeno del monastero. Alla risposta di questa che l'egumeno era agonizzante nel proprio letto, San Giobbe le consegnò un fazzoletto di seta impregnato di olio santo che guarì immediatamente l'abate non appena fu posto sul suo petto. Alzatosi dal letto corse allora con la donna alla chiesa, non trovando però nessuno.
- durante la guerra del 1675, mentre il monastero era assediato dalle truppe turche si narra che la Vergine e San Giobbe apparvero nei cieli sopra il monastero costringendo i turchi alla ritirata. si racconta che numerosi turchi che assistettero all'evento si convertirono al cristianesimo. Una delle cappelle del monastero è dedicata a questo evento miracoloso.
- si racconta che il 28 ottobre 1908 San Giobbe sia apparso di fronte al vescovo che stava celebrando la liturgia in sua memoria benedicendolo.
- nel 1773, il conte polacco Potocki (che era un cristiano di rito cattolico), dopo essere stato testimone di un evento che ritenne miracoloso, chiese al Papa di riconoscere l'icona di Počaïv come miracolosa e San Giobbe come santo cattolico. Solo la prima richiesta fu esaudita. Nel 1833 il monastero assunse lo status di Lavra e divenne la residenza estiva per i vescovi ortodossi della Volinia. Verso la fine del XIX secolo, Počaïv divenne una meta molto frequentata per i pellegrini dell'Impero russo e dei Balcani.

La chiesa ortodossa celebra la sua memoria il 28 ottobre.